# Паскалий (антипапа)
Паскалий (на латински: Paschalis) е антипапа на Римокатолическата църква през 687. Негов съперник е антипапата Теодор.